# 육군수사단
육군수사단은 수사에 특화된 대한민국 육군의 군사경찰 조직이며, 육군참모총장의 직속부대이다.

## 역사
2021년 5월 21일, 서산비행장에 주둔하는 제20전투비행단 정보통신대대 소속 여군 중사가 선임중사에게 성추행을 시달리다가 자살하는 사건이 발생하였다. 사건에서 얻은 교훈으로 지휘관이 권한 악용을 막기 위해, 2022년 1월 1일에 모든 군사경찰대의 수사권한을 각 군본부 수사단으로 병합하였다. 이에 따라 육군수사단의 규모가 7개 광역수사단으로 확장되었다.
2023년 4월 24일, 경기도 연천군의 육군부대에서 대마초를 반입하여 샤워실에서 투약한 사건으로 중앙수사단 예하 중대범죄수사대에서 마약단속 및 수사를 시작하였다.

## 조직

### 과거
- 지구수사대 - 대규모 사건 및 사고에 대한 초동 전담 수사. 2006년 4월 7일 ~ 2022년 1월 1일, 광역수사단으로 대체되었다.
- 수사지원근무대 - 특별경호대와 함께 육군수사단 내 유二

### 중앙수사단
1995년 3월 1일, 범죄수사단에서 헌병감실 범죄수사실로 축소되었다.
1998년 12월 1일, 독립된 조직인 중앙수사단으로 되돌려졌다.
2006년 4월 1일, 육군본부에서 헌병감실을 수사단으로 재편성하였다. 2020년까지 헌병에서 전투와 수사 분야를 분리하여 전문화될 수 있도록 기능을 강화할 계획을 세우고 있다. 수사단은 본부에 포렌식 수사를 지원하는 중앙수사대와 야전군 사령부와 재경 지역을 담당할 다수의 지구수사대를 편성할 예정이다.
2013년 1월 1일, 헌병감실이 육군수사단에서 계보가 분리되고 헌병실으로 재신편되고, 육군수사단은 다시 육군중앙수사단로 개명되었다.
2018년 3월 30일, 중앙수사단 예하에 성폭력수사대가 창설되었다.

## 연혁
- 1953년 10월 6일, 제3범죄수사대 창설(대구)
- 1954년 4월 5일, 부대 이전(서울시 필동)
- 1972년 7월, 육군중앙수사단 범죄수사대 개편
- 1972년 11월 1일, 범죄수사단 개칭
- 1989년 6월, 부대 이전(충남 계룡시)
- 1995년 3월 11일, 범죄수사단 해체(헌병감실->범죄수사실 개편)
- 1998년 12월 1일, 중앙수사단 창설
- 2006년 4월 1일, 중앙수사대 창설
- 2013년 1월 1일, 육군중앙수사단 개편
- 2021년 1월 1일, 육군수사단 창설TF 신설
- 2022년 1월 1일, 육군수사단 창설

## 단장
| #    | 계급 | 성명   | 취임일           | 이임일           | 비고                         |
| ---- | ---- | ------ | ---------------- | ---------------- | ---------------------------- |
| 초대 | 대령 | 홍종설 | 2004년 11월 5일  | 2006년 12월 20일 | 45대 헌병감                  |
| 2대  | 소장 | 윤종성 | 2006년 12월 20일 | 2008년 12월 16일 | 46대 헌병병과장              |
| 3대  | 소장 | 승장래 | 2008년 12월 16일 | 2010년 12월 10일 | 47대 헌병병과장              |
| 4대  | 준장 | 이해영 | 2010년 12월 10일 | 2011년 2월 16일  | 48대 헌병병과장              |
| 대행 | 대령 | 박성열 | 2011년 2월 18일  | 2011년 12월 5일  | 헌병병과장                   |
| 5대  | 준장 | 선종출 | 2011년 5월 6일   | 2011년 12월 6일  | 제5대 육군수사단장           |
| 6대  | 소장 | 백낙종 | 2011년 12월 6일  | 2012년 12월 14일 | 49대 헌병병과장, 이후 분리됨 |
| 현대 | 대령 | 김상용 | 2022년 1월 1일   |                  | 현 육군수사단장              |

## 같이 보기
- 국방부조사본부
- 육군검찰단
- 해군수사단
- 해병대수사단
- 공군수사단

## 참고
1. ↑  정동훈 (2021년 6월 22일). “일선 부대 군사경찰 폐지…참모총장 직속 수사단 신설”. MBC 뉴스. 2023년 5월 2일에 확인함.
2. ↑  “軍, 마약류 범죄 전담 수사부대 운영한다… “검·경 등과 공조””. 2023년 4월 24일. 2023년 5월 2일에 확인함.
3. ↑  “육군수사단 창설, 전문적 수사체제 구축 -”. 남해안신문. 2006년 4월 7일. 2023년 5월 2일에 확인함.
4. ↑  “성폭력 수사대 발족”. 육군본부 공보정훈실. 2018년 3월 30일.